# 張万家奴
張 万家奴（ちょう まんぎゃぬ、? - 1283年）は、モンゴル帝国に仕えた将軍の一人。

## 概要
張万家奴の父の張ジャルグタイはトルイ（モンケ・カアン、クビライ・カアンらの父）に仕えた人物で、第二次金朝遠征に功績があり、河東南北路船橋随路兵馬都総管万戸に任じられていた。その後も南宋との戦いに従事して嘉定の包囲にも加わったが、陣中で亡くなったという。
モンケ・カアンの時代、張万家奴は都元帥タイダルの配下に入って四川方面の経略に従事し、クビライが即位すると都元帥ネウリン（タイダルの息子）とともに入朝し父と同じ官を受けられた。南宋兵が成都に入ると、行院の阿脱とともにこれを撃退している。至元4年（1267年）、軍を率いて眉州・簡州を立て、イェスデルとともに瀘州を攻めて南宋軍を破り捕虜40人を得る功績を挙げた。
至元7年（1270年）、重慶攻めに加わり、朝陽寨などを攻略した。張万家奴は平康・太和・懐遠の諸寨に柵を築き兵を配して守るだけでなく、水陸両戦で戦功が多かったという。諸将が瀘州攻めに失敗した時には、自ら瀘州攻めを行うことを申し出て許された。張万家奴は150艘の船を率いて桃竹瀬から折魚灘に至り、神臂門に梯子を立てることで登城しこれを陥落させた。この功績により昭勇大将軍に任じられている。その後、重慶の包囲に加わって馬湖江の往来を断ち、兵を分けて遊撃隊として南宋軍に対抗した。またこの頃、成都および下流の諸屯に対する兵糧輸送を担い、招討使の地位に就いている。その後、都元帥薬剌海とともに亦奚不薛蛮を平定し、この功績により副都元帥の地位に進み、その息子の張孝忠も船橋万戸に任じられた。この頃、雲南方面では悪昌・多興・羅羅といった諸族が叛乱を起こして朝廷の使者も殺害したため、張万家奴が命を受けて四川・湖南の兵を率いこれを討伐した。至元20年（1283年）、ビルマ達征に従軍したものの、遠征中に戦死してしまった。遠征軍を指揮する雲南王は張万家奴の息子の張保童に引き続き軍を率いるよう命じ、副都元帥の地位を継承させたものの、張保童もまた遠征先で戦死してしまった。